# Љуба Павловић
Љубивоје „Љуба” Павловић је српски и југословенски глумац. Преминуо је 6. марта 2025. године.

## Улоге
| Год.     | Назив                    | Улога            |
| -------- | ------------------------ | ---------------- |
| 1980-е ▲ |                          |                  |
| 1981.    | Лаф у срцу               | зидар            |
| 1981.    | Берлин капут             |                  |
| 1982.    | Тесна кожа               | конобар Митровић |
| 1982.    | Саблазан                 |                  |
| 1984.    | Мољац                    |                  |
| 1984.    | Нема проблема            | штрајкач 1       |
| 1985.    | Ћао, инспекторе          |                  |
| 1988.    | Сулуде године            |                  |
| 1989.    | Вампири су међу нама     | сељак 3          |
| 1990-е ▲ |                          |                  |
| 1991.    | Свемирци су криви за све | политичар        |
| 1992.    | Жикина женидба           | поштар           |
| 1992.    | Дама која убија          | поштар           |
| 1993.    | Обрачун у Казино кабареу |                  |